# Нидерланды на летней Универсиаде 2013
Нидерланды на летней Универсиаде 2013 года представляли 20 спортсменов в 3 видах спорта. Страна заняла 60-е место в общекомандном зачёте.

## Призёры
| Медаль | Спортсмен | Вид спорта           | Дисциплина         | Дата   |
| ------ | --- | -------------------- | ------------------ | ------ |
| Бронза | Тристан Тулен | Фехтование           | Мужчины, шпага     | 8 июля |
| Бронза | Хюго ван Велзен Винсент ван дер Лер Стеф Броенинк Маартен ван Блокланд Жонатан Лемер Герт Хемминга Менно ван Блиттерсвейк Мэтью Клейне Пунте Марк Хюммелинк | Академическая гребля | Мужчины, восьмёрки | 8 июля |

## Результаты

### Академическая гребля

#### Мужчины
| Соревнование  | Спортсмены | Предварительный этап | Предварительный этап | Утешительный заезд | Утешительный заезд | Полуфинал | Полуфинал | Финал   | Финал   | Итоговое место |
| Соревнование  | Спортсмены | Время                | Место                | Время              | Место              | Время     | Место     | Время   | Место   | Итоговое место |
| ------------- | --- | -------------------- | -------------------- | ------------------ | ------------------ | --------- | --------- | ------- | ------- | -------------- |
| Двойки парные | Ян Эрик Фреунд Фрик Робберс | 7:46.67              | 13                   | 7:11.66            | 1                  |           |           | Финал B | Финал B | 8              |
| Двойки парные | Ян Эрик Фреунд Фрик Робберс | 7:46.67              | 13                   | 7:11.66            | 1                  | 6:38.49   | 2         |         |         | 8              |
| Восьмёрки     | Хюго ван Велзен Винсент ван дер Лер Стеф Броенинк Маартен ван Блокланд Жонатан Лемер Герт Хемминга Менно ван Блиттерсвейк Мэтью Клейне Пунте Марк Хюммелинк | 6:34.57              | 6                    | 5:50.71            | 1                  |           |           | Финал A | Финал A | 3              |
| Восьмёрки     | Хюго ван Велзен Винсент ван дер Лер Стеф Броенинк Маартен ван Блокланд Жонатан Лемер Герт Хемминга Менно ван Блиттерсвейк Мэтью Клейне Пунте Марк Хюммелинк | 6:34.57              | 6                    | 5:50.71            | 1                  | 5:53.55   | 3         |         |         | 3              |

#### Женщины
| Соревнование | Спортсмены                                                | Предварительный этап | Предварительный этап | Утешительный заезд | Утешительный заезд | Полуфинал | Полуфинал | Финал   | Финал   | Итоговое место |
| Соревнование | Спортсмены                                                | Время                | Место                | Время              | Место              | Время     | Место     | Время   | Место   | Итоговое место |
| ------------ | --------------------------------------------------------- | -------------------- | -------------------- | ------------------ | ------------------ | --------- | --------- | ------- | ------- | -------------- |
| Четвёрки     | Сара ван дер Линден Илсе Клемент Ивонн Янсе Мария Хаагсма | 7:26.09              | 9                    | 7:09.52            | 4                  |           |           | Финал B | Финал B | 9              |
| Четвёрки     | Сара ван дер Линден Илсе Клемент Ивонн Янсе Мария Хаагсма | 7:26.09              | 9                    | 7:09.52            | 4                  | 7:22.05   | 3         |         |         | 9              |

### Лёгкая атлетика

#### Мужчины
| Дисциплина     | Спортсмен        | Квалификационный раунд | Квалификационный раунд | Финал                | Финал                |
| Дисциплина     | Спортсмен        | Результат              | Место                  | Результат            | Итоговое место       |
| -------------- | ---------------- | ---------------------- | ---------------------- | -------------------- | -------------------- |
| 110 м с/б      | Тьендо Самуэль   | 13.99                  | 12                     | Завершил выступление | Завершил выступление |
| Прыжки в длину | Джонатан Пенгель | 6.91                   | 22                     | Завершил выступление | Завершил выступление |
| Прыжки в длину | Йори Стиглис     | xxx                    | Нет результата         | Завершил выступление | Завершил выступление |

### Фехтование

#### Мужчины

##### Личный зачёт
| Соревнование | Спортсмены    | Предварительный раунд       | 1/128 финала         | 1/64 финала                  | 1/32 финала                    | 1/16 финала                     | Четвертьфинал                      | Полуфинал                        | Финал                | Итоговое место |
| Соревнование | Спортсмены    | Место в общей классификации | Соперник Счёт        | Соперник Счёт                | Соперник Счёт                  | Соперник Счёт                   | Соперник Счёт                      | Соперник Счёт                    | Соперник Счёт        | Итоговое место |
| ------------ | ------------- | --------------------------- | -------------------- | ---------------------------- | ------------------------------ | ------------------------------- | ---------------------------------- | -------------------------------- | -------------------- | -------------- |
| Шпага        | Тристан Тулен | 20:21 (34)                  | Не участвовал        | Чун Сункхук (KOR) Поб. 15:10 | Ричард Покорны (CZE) Поб. 15:8 | Патрик Йоргенсен (DEN) Поб. 6:5 | Андреа Сантарелли (ITA) Поб. 15:10 | Руслан Курбанов (KAZ) Пор. 13:15 | Завершил выступление |                |
| Сабля        | Бриан Бетриан | 4:30 (64)                   | Завершил выступление | Завершил выступление         | Завершил выступление           | Завершил выступление            | Завершил выступление               | Завершил выступление             | Завершил выступление | 64             |